# Fehérhasú fecskeseregély
A fehérhasú fecskeseregély (Artamus leucorynchus) a madarak (Aves) osztályának a verébalakúak (Passeriformes) rendjéhez, ezen belül a fecskeseregély-félék (Artamidae) családjához tartozó faj.

## Előfordulása
Ausztrália, Brunei, India, Indonézia, Dél-Korea, Malajzia, Mianmar, Új-Kaledónia, Palau, Pápua Új-Guinea, a Fülöp-szigetek és Vanuatu területén honos. A természetes élőhelye  szubtrópusi és trópusi erdők lakója.

## Alfajai
- Artamus fuscus albiventer
- Artamus fuscus amydrus
- Artamus fuscus humei
- Artamus fuscus leucopygialis
- Artamus fuscus leucorynchus
- Artamus fuscus melaleucus
- Artamus fuscus musschenbroeki
- Artamus fuscus pelewensis
- Artamus fuscus tenuis

## Megjelenése
Feje, szárnyának felső része, háta és a farka sötét szürke, hasi része fehér.

## Külső hivatkozások
- Birdsinbackyards.net
- Képek az interneten a madárról
- Ibc.lynxeds.com - videó a fajról